# برو إفولوشن سوكر 2017
برو إفولوشن سوكر 2017 (بالإنجليزية: Pro Evolution Soccer 2017)‏، يختصر بيس 2017 (PES 2017)، هي لعبة فيديو إلكترونية صدرت بتاريخ 13/9/2016، وتعمل على أنظمة التشغيل كل من بلاي ستيشن 3 وبلاي ستيشن 4 وإكس بوكس 360 وإكس بوكس ون ومايكروسوفت ويندوز.

## مميزات اللعبة

### لمسة حقيقية
في كرة القدم، ما يكشف ويفرق بين الأفضل وبين الباقين هو التحكم في الكرة من أول لمسة. في PES 2017 فإن اللمسة الأولى يتم احتسابها بواسطة سمات اللاعب وكذلك إضافة فيزيائيات الكرة الحقيقية التي يتم التحكم فيها مباشرة بلمة الكرة المدخلة. شاهد تحكم اللاعبين المختلفين في الكرة بطرق فريدة ومختلفة بناءً على مكان وطريقة تحكمك بهم، مما يفرض سير اللعبة بناءً على تفاعلهم مع حركة الكرة غير المتوقعة. بشكل إضافي، هناك تحكم إضافي في طريقة تلقيك التمريرة، وعلى حسب التمريرة يمكن للاعب تطبيق بصريًا اللعبة المقصودة، من تلقي تمريرة لإرسال الكرة ثانية.

### تمريرة دقيقة
دمج بين اللمسة الحقيقية وحركة الكرة الفيزيائية الواقعية، يمثل التمرير شكلا فنيًا في PES 2017. العديد من العوامل تحدد سرعة ودقة الكرة. الأساس هي معدلات اللاعب ومهاراته، ويضاف إلي هذه اتجاه اللاعب والزاوية بالإضافة إلى رسومات طبيعية ومبهرة. التمريرة التي يتم تمريرها في الموقف والتوقيت المناسبين ستؤدي إلى مسار مثالي، مما سيمنحك شعورا رائعًا عندما يتم إجراء تمريرة مثالية.

### حراسة المرمى
تلقى الحراس تحسينا كبيرا في الجودة وذلك بإضافة حركات ورسومات، ليصبح لدينا أكثر الحراس نشاطا في تاريخ PES. يتفاعلون بشكل فوري مع التسديدات بما في ذلك المتابعة السريعة والتحرك السريع بعد التقاط الكرة. تم إجراء تحسينات أكثر في مجموعة متنوعة من المواقف التي سيواجهها حارس المرمى، تتضمن 3 مناطق رئيسية. وتتضمن هذه إبعاد الكرة عند تكون الكرة قريبة من أقدامهم، رد فعل فوري للتسديد على الجانب الذي لا يتوقعونه، وإبعاد الكرة بأطراف الأصابع لمنع التسديدات قبل أن تجتاز الكرة خط المرمى. مع الحراس الجدد الأذكياء فإن مهمة تسجيل هدف لن تكون سهلة. فيزيائية الكرة عندما ينقذها الحراس قريبة من الحياة الواقعية، وهذا سيظهر في طريقة إبعاد التسديدة وفقا للجزء الذي ستلمسه من جسد الحارس. ستكون لحظات الهجوم أكثر إثارة من أي وقت مضى، وستوفر شعور بروعة الإنجاز عندما يتم تسجيل الهدف.

### تعليمات متقدمة
الاستراتيجيات التي تم تعريفها بشكل فردي مثل التيكي تاكا والمراقبة اللصيقة والمبنية تمامًا على فكر الفريق في اللعبة يمكن ضبطها في «تعليمات متقدمة»، وهي تمثل تنوعًا هائلا في تخطيطك لتحقيق الفوز. الخطة الشهيرة للضغط المكثف مثل الضغط المضاد، إستراتيجية الهدف المعاكس للضغط بكل الخطوط والرقابة الشديدة التي تضعها بعض الفرق كلها متوافرة في إعدادات الاستراتيجية. يضيف هذا هوية الفريق بوضوح ويجعل الفوز ذو فوائد أكثر، ولكن الأهم أنه يجعل المباراة أكثر مرحًا عبر الاستراتيجيات التكتيكية.

### التحكم الكامل في الفريق
السلسلة معروفة بعمق كبير فيما يتعلق بالتحكم في طريقة لعب فريقك، ومع تحكم الفريق الكامل في PES 2017 يمتلك المستخدمون خيارات التقدم السريعة أثناء المباراة. يمكن للمستخدمين تغيير عقلية الهجوم والدفاع للفريق، ويمكن إجراء هذه الميزة بالتبديل والتحكم بحرص في أدوات تحكم بسيطة، وهذا يوفر إمكانية التفاعل مباشرة مع تغيرات اللعبة غير المتوقعة. دافع عن تقدمك أو قُد الفريق إلى الأمام لتسجيل هدف، الخيار لك.

### التحكم في الضربة الركنية
تحكم في الاستراتيجيات الدفاعية والهجومية في الكرات الثابتة لإضافة بعد جديد للضربات الركنية. بالنقر على زر الاتجاهات في الركنية، ستظهر مجموعة من الخيارات وستتيح للمستخدم التحكم في كل لحظات أسلوب اللعب. الخيارات الدفاعية تتضمن اختيار دفاع المنطقة أو دفاع رجل لرجل. الخيارات الهجومية متضمنة أيضًا، مثل الهجوم الضاغط في منقطة الست ياردات، أو «القطار» الذي يتمثل في هجوم اللاعبين على الكرة في خط ثابت.

### الذكاء الاصطناعى
لأول مرة في تاريخ ألعاب كرة القدم، سيتعلم الذكاء الاصطناعي طريقة لعبك، وسيسمع خطط استراتيجيتك، ويتبع تعليماتك المتقدمة ويغير التكتيكات وفقًا لذلك! التمرير للاعب نجم عادة؟ سيتزايد عدد الخصوم ويضغطون بقوة. هل تحب اللعب على الأجنحة عادة؟ سيغطي اللاعبون الظهراء ليجعلونك تتردد! سيتكيف الذكاء الاصطناعي أيضا مع تكتيكاته الهجومية، إن كنت تتعقب تمريرات الخصم الطولية ستتغير لأسلوب لعب بالتمريرات القصيرة! سلوك اللاعب والفريق كان عنصرا رئيسيا دائما في سلسلة PES، وبالنسبة لذكاء PES 2017 الاصطناعي المتكيف سيغير الألعاب الرياضية إلى الأبد.

### مرئيات واقعية
في لعبة PES 2017، أجرينا ترقيات كبيرة في المرئيات والرسوم، نقدم مرئيات واقعية بفضل المزيد من الدمج لمحرك Fox Engine. مصادر الضوء تضاعفت هذا العام وكذلك نماذج الجمهور وتم إصلاح قوام الملعب، وأصبحت البصريات أكثر واقعية من أي وقت مضى. التفاصيل مثل القدرة على رؤية اللاعبين يتنفسون في الشتاء، تأثير الأمطار على الشباك عندما تلمسها الكرة في طقس ممطر، وشظايا طمي الملعب تتطاير عندما تُركل. الظلال في المباريات في النهار أكثر وضوحًا، وبعض من خط الرذاذ للركلة الحرة يكون واضحًا كتحسين كبير. أضفنا لمسات لكل شيء، أجرينا تحسينات على رسوم اللاعبين والإضاءة والجماهير والملعب والاستادات. لم تكن هناك لعبة حقيقية هكذا من قبل.

### تحركات طبيعية للاعبين
المزايا الجديدة مثل اللمسة الحقيقية والتمريرة الدقيقة حصلت على فائدة كبيرة كإضافة مئات الرسومات الجديدة، ووفرت مجموعة كبيرة من التحركات عند السيطرة على الكرة وتمريرها. تفاعلات اللاعب (الاصطدامات) تطورت أكثر أيضا مع تحركات اللاعب التي تظهر في تحركات مفصلة. (على سبيل المثال Giroud جسديا، وÖzil قوي في التوازن). تمثيل التوازن في الجسد عند المواجهة مدعوم بقوة عبر المعيارين الجديدين

## وصلات خارجية
- الموقع الرسمي
 (العربية)
- العرض الرسمي للعبة برو إيفولوشن سوكر 2017